# Football Club Hellas Verona 1928-1929
Questa voce raccoglie le informazioni riguardanti il Football Club Hellas Verona nelle competizioni ufficiali della stagione 1928-1929.

## Stagione
Nella stagione 1928-1929 l'Hellas Verona, allenata da Alessandro Bascheni, disputa il girone B del campionato di Divisione Nazionale, vi raccoglie 25 punti con il tredicesimo posto finale, con una chiusura di tre vittorie di fila. Con questa stagione si concludono i campionati nazionali a più gironi, dalla prossima stagione ci sarà un massimo campionato a girone unico la Serie A, con le prime nove dei due attuali gironi, e la Serie B il secondo livello nazionale, alla quale parteciperà anche l'Hellas Verona, in virtù del piazzamento in tredicesima posizione in quello attuale. Lo scudetto è stato vinto per la seconda volta dal Bologna, che in precedenza ha vinto il girone B, quello che comprende anche l'Hellas, con 49 punti, e poi ha superato nelle finali scudetto il Torino.

## Divisa
La divisa principale era completamente nera; sui calzini erano presenti due strisce e sul petto, come logo, veniva sfoggiato un ovale giallo con una croce azzurra.
| Manica sinistra · Maglietta · Maglietta · Manica destra · Pantaloncini · Calzettoni · Calzettoni |

## Rosa
| N. |                   | Ruolo | Calciatore               |
| -- | ----------------- | ----- | ------------------------ |
| -  | Italia (bandiera) | P     | Umberto Manzini          |
| -  | Italia (bandiera) | P     | Guido Masetti            |
| -  | Italia (bandiera) | D     | Francesco Paolo Altamura |
| -  | Italia (bandiera) | D     | Aristide Bergamaschi     |
| -  | Italia (bandiera) | D     | Giulio Carra             |
| -  | Italia (bandiera) | D     | Renato Castiglioni       |
| -  | Italia (bandiera) | D     | Nereo Marini             |
| -  | Italia (bandiera) | D     | Dino Nobis               |
| -  | Italia (bandiera) | D     | Ultimo Rodini            |
| -  | Italia (bandiera) | C     | Alberto Albertini        |
| -  | Italia (bandiera) | C     | Attilio Banfi            |
| -  | Italia (bandiera) | C     | Luigi Bernardi           |
| -  | Italia (bandiera) | C     | Dino Cavalleri           |
| -  | Italia (bandiera) | C     | Umberto Diamantini       |

| N. |                    | Ruolo | Calciatore         |
| -- | ------------------ | ----- | ------------------ |
| -  | Italia (bandiera)  | C     | Ambrogio Favalli   |
| -  | Italia (bandiera)  | C     | Mario Froncillo    |
| -  | Italia (bandiera)  | C     | Giovanni Gasparini |
| -  | Italia (bandiera)  | C     | Bruno Panonzini    |
| -  | Italia (bandiera)  | A     | Francesco Agazzi   |
| -  | Italia (bandiera)  | A     | Antonio Bonesini   |
| -  | Italia (bandiera)  | A     | Gino Brenco        |
| -  | Italia (bandiera)  | A     | Armando Bucchi     |
| -  | Italia (bandiera)  | A     | Giovanni Cipriani  |
| -  | Italia (bandiera)  | A     | Mario Dalfini      |
| -  | Italia (bandiera)  | A     | Arnaldo Morandi    |
| -  | Brasile (bandiera) | A     | Arnaldo Porta      |
| -  | Italia (bandiera)  | A     | Almerigo Recchia   |
| -  | Italia (bandiera)  | A     | Luigi Tommasi      |

## Risultati

### Divisione Nazionale - girone B

#### Girone di andata
| Arbitro: | Mangano (Milano) |

|                                          |           |  |
| Buscaglia 7’ Sallustro 42’ Pampaloni 88’ | Marcatori |  |

| Arbitro: | Turbiani (Ferrara) |

|                        |           |            |
| Porta 13’ Cipriani 19’ | Marcatori | 34’ Lepora |

| Arbitro: | Gonani (Ravenna) |

|  |           |              |
|  | Marcatori | 51’ Munerati |

| Arbitro: | Squarza (Reggio Emilia) |

|                                                                                      |           |  |
| Catto 3’, 22’, 28’, 64’ G. Chiecchi 18’, 52’, 79’, 81’, 83’ Gastaldi 50’ Puerari 72’ | Marcatori |  |

| Arbitro: | Dani (Genova) |

|              |           |  |
| Bonesini 10’ | Marcatori |  |

| Arbitro: | Lupini (Bergamo) |

|                              |           |  |
| Vigna 10’, 80’ E. Martin 14’ | Marcatori |  |

| Arbitro: | Malagodi (Ferrara) |

|                        |           |                        |
| Bernardi 42’ Porta 49’ | Marcatori | 62’ (rig.) C. Cevenini |

| Arbitro: | Enrietti (Torino) |

|                   |           |              |
| Mihalich 37’, 83’ | Marcatori | 72’ Bernardi |

| Arbitro: | Casetta (Torino) |

|                       |           |            |
| Porta 1’ Cipriani 64’ | Marcatori | 69’ Padoan |

| Arbitro: | Malagodi (Ferrara) |

|                                 |           |            |
| Chitò 28’ B. Frisoni 88’ (rig.) | Marcatori | 22’ Agazzi |

| Arbitro: | Rovida (Milano) |

|  |           |             |
|  | Marcatori | 33’ Perotti |

| Arbitro: | Mattea (Casale Monf.) |

|           |           |                                                     |
| Porta 37’ | Marcatori | 17’, 20’, 59’, 85’ Schiavio 36’ Baldi 71’ A. Busini |

| Arbitro: | Pessato (Monfalcone) |

|              |           |           |
| Civinini 15’ | Marcatori | 47’ Porta |

| Arbitro: | U. Gama (Milano) |

|                |           |            |
| Silingardi 78’ | Marcatori | 35’ Bucchi |

| Arbitro: | Enrietti (Torino) |

|                                    |           |                |
| Bernardi 58’ Brenco 60’ Bucchi 74’ | Marcatori | 62’ Fornaciari |

#### Girone di ritorno
| Verona 3 febbraio 1929 16ª giornata | Verona           | 0 – 0 | Napoli | Campo di Piazza Cittadella\| Arbitro: \| U. Gama (Milano) \| |
| Arbitro:                            | U. Gama (Milano) |       |        |                                                              |

| Arbitro: | Garbieri (Genova) |

|              |           |              |
| C. Villa 12’ | Marcatori | 5’ Panonzini |

| Arbitro: | Gonani (Ravenna) |

|                                         |           |  |
| Munerati 2’ Vojak 33’, 50’ E. Borgo 34’ | Marcatori |  |

| Arbitro: | Giorgi (Milano) |

|  |           |                                                   |
|  | Marcatori | 43’, 63’ Levratto 56’, 65’ Q. Rosso 71’ E. Bodini |

| Arbitro: | Carraro (Padova) |

|                                                                                   |           |  |
| Blasevich 2’ Meazza 11’, 33’, 37’ Carra 35’ (aut.), 53’ (aut.) Conti 6’, 14’, 42’ | Marcatori |  |

| Verona 31 marzo 1929 21ª giornata | Verona           | 0 – 0 | Biellese | Campo di Piazza Cittadella\| Arbitro: \| Galassi (Torino) \| |
| Arbitro:                          | Galassi (Torino) |       |          |                                                              |

| Arbitro: | Ciamberlini (Genova) |

|                                    |           |  |
| Molinis 2’ Griggio 17’ Furlani 27’ | Marcatori |  |

| Arbitro: | Casetta (Torino) |

|                      |           |  |
| Bucchi 17’ Porta 18’ | Marcatori |  |

| Arbitro: | Melandri (Genova) |

|                                                          |           |  |
| Zanotto 29’ Ziroli 38’, 52’ Padoan 60’ (rig.) Gorini 85’ | Marcatori |  |

| Arbitro: | Turbiani (Ferrara) |

|                           |           |                                       |
| Porta 23’, 50’ Brenco 64’ | Marcatori | 67’ (rig.) B. Frisoni 87’ A. Prosperi |

| Arbitro: | Galassi (Torino) |

|                  |           |  |
| Dalle Vedove 58’ | Marcatori |  |

| Arbitro: | P. Barlassina (Novara) |

|                                      |           |            |
| F. Busini 38’, 40’ Schiavio 75’, 81’ | Marcatori | 63’ Brenco |

| Arbitro: | Casetta (Torino) |

|                       |           |          |
| Dalfini 56’ Porta 75’ | Marcatori | 9’ Barni |

| Arbitro: | Mastellari (Bologna) |

|                                        |           |  |
| Porta 29’ Tommasi 53’ Dalfini 60’, 69’ | Marcatori |  |

| Arbitro: | Gonani (Ravenna) |

|                                |           |                                             |
| Casanova 7’, 86’ Valeriani 44’ | Marcatori | 35’ Dalfini 37’ Albertini 40’, 52’ Bonesini |